# جو غولا
جو غولا (من مواليد 23 يوليو 1964) هو كاتب مسرحي أمريكي وممثل ومشارك في تلفزيون الواقع. اشتهر بمونولوجاته الذاتية التي يكتبها ويؤديها على المسرح. إنه مؤدي منتظم في "Feinstein’s/54 Below and Joe's Pub at The Public Theater". كاتب مسرحي حائز على جوائز، تم عرض مسرحياته خارج برودواي محليًا ودوليًا.